# Saint-Lézer
Saint-Lézer è un comune francese di 425 abitanti situato nel dipartimento degli Alti Pirenei nella regione dell'Occitania.

## Società

### Evoluzione demografica
Abitanti censiti